# Metropool McAllen-Edinburg-Mission
De metropool McAllen–Edinburg–Mission, zoals deze genoemd wordt door de United States Census Bureau, beslaat een county, Hidalgo Countym in de regio Rio Grande Vallei in Zuid Texas. Onder de metropool vallen de steden McAllen, Edinburg en Mission. Volgens de census van 2000 had de regio een bevolking van 569.463 mensen (volgens schattingen van 1 juli 2007 bedraagt het nu 710.514).

## Counties
- Hidalgo

## Gemeenschappen

### Steden, dorpen en plaatsen
| - Alamo - Alton - Donna - Edcouch - Edinburg - Elsa - Granjeno - Hidalgo - La Joya - La Villa - McAllen | - Mercedes - Mission - Palmhurst - Palmview - Penitas - Pharr - Progreso - Progreso Lakes - San Juan - Sullivan City - Weslaco |

### Plaats (census-designated place)
Opmerking: Alle census-designated places zijn unincorporated ofwel gemeentevrij gebied.
| - Abram-Perezville - Alton North - Cesar Chavez - Citrus City - Cuevitas - Doffing - Doolittle - Havana - Heidelberg - Indian Hills | - La Blanca - La Homa - Laguna Seca - Llano Grande - Lopezville - Los Ebanos - Midway North - Midway South - Mila Doce - Monte Alto | - Muniz - North Alamo - Nurillo - Olivarez - Palmview South - Relampago - San Carlos - San Manuel-Linn - Scissors - South Alamo |

### Gemeentevrij gebied (unincorporated places)
De metropool kent de volgende gemeentevrije gebieden:
- El Gato
- Runn
- Val Verde